# Maurizio Mannelli
Maurizio Mannelli (Roma, Italia; 1 de enero de 1930-Nápoles, Italia; 24 de mayo de 2014) fue un jugador italiano de waterpolo.

## Biografía
Como nadador ganó diferentes campeonatos nacionales, pero donde destacó más fue en waterpolo. En  1952 participó en los Juegos Olímpicos de Helsinki, donde se colgó la medalla de bronce jubnto a sus compañeros del equipo italiano de waterpolo.
También ganó una medalla de bronce en el Campeonato Europeo de Waterpolo de 1954 y el oro en los Juegos del Mediterráneo de 1955.